# 鴨宮祥行
鴨宮 祥行（かもみや よしき、1993年11月2日 - ）は、地方競馬の兵庫県競馬組合・西脇馬事公苑、栗林徹治厩舎所属の騎手。地方競馬教養センター騎手課程第90期生。

## 来歴
小学生、中学生の頃の幼馴染に一緒に騎手になることを誘われ、騎手を志した。中学卒業後、国際馬事学校に進学し、1年通ったのち地方競馬教養センターに入所。2012年3月31日付けで地方競馬騎手免許を取得した。
西脇の栗林徹治厩舎に所属し、4月17日の園田競馬第1競走でサクラブルームで初騎乗を果たす（10頭立て2着）。4月19日の園田競馬第1競走をビービーフェイクで制し、初勝利を飾った。
2014年には高知競馬場で行われた騎手招待競走の「全日本新人王争覇戦」で35ポイントを獲得し総合優勝を果たす。
2016年6月24日の園田第9競走をアカシャツハルで制し、通算100勝を達成した。
2018年イヌワシ賞をモズオトコマエで制し、重賞初制覇。金沢競馬場初騎乗での重賞初制覇となった。
2020年3月15日、阪神7RにドバイキャンドルでJRA初出走。11頭立て10人気で10着であった。同22日、第69回スプリングステークスにガミラスジャクソン（西脇・長南厩舎）でJRA重賞初騎乗。10頭立て10人気で10着であった。
2021年1月16日、騎手仲間との食事会で知り合った大阪府出身の看護師と3年の交際期間を経て結婚した。
2022年9月2日の園田第9競走をマッチョサスポで勝利して、地方通算500勝を達成した。
2023年11月14日、園田競馬7Rでデイジーフラッシュに騎乗して1着となり、8298戦目で地方通算600勝を達成した。
2024年7月4日、園田競馬場で行われた兵庫3歳三冠の第2戦、第25回兵庫優駿をマルカイグアスで優勝し、自身初のダービー制覇を果たした。同年8月16日、園田4Rでグリューンヴァルトに騎乗して1着になり、9082戦目で地方通算700勝を達成。同年10月3日、園田競馬場第9Rでエントラップメントに騎乗し1着となり、年間100勝目を12年目で達成した。
2025年1月1日よりワーキングホリデーを利用し、4か月間オーストラリアへ遠征する。

## 主な騎乗馬
- モズオトコマエ（2018年イヌワシ賞）
- センペンバンカ（2018年園田チャレンジカップ）
- エイシンエンジョイ（2020年白銀争覇）
- ガミラスジャクソン（2020年ゴールドジュニア）
- インペリシャブル（2022年兵庫ウインターカップ）
- マルカイグアス（2023年園田ジュニアカップ、2024年兵庫優駿、園田オータムトロフィー、園田金盃、2025年六甲盃）
- バーニングペスカ（2024年白銀争覇)